# Аален
Аа́лен (нім. Aalen; МФА: [ˈʔaːlən]) — місто у федеральній землі Баден-Вюртемберг. Це місце розташування центру округу Східний Альб в регіоні Східний Вюртемберг неподалік від Штутгарта.
Аален лежить в долині верхнього Кохеру в Східному Вюртемберзі. Недалеко беруть свій початок Ремс і Ягст, які впадають в Неккар. В східному і південно-східному напрямках від Аалена знаходиться Швабський Альб, північніше — Ельвангерські гори.
Приблизно в 150—160 рр. н. е. на території сучасного Аалена було збудовано римський форт.
На основі відкриття аламанових могильників, археологи встановили час заснування міста — VII століття. У північній і західній стінах церкви св. Іоана, що безпосередньо примикають до східних воріт римського форту, були використані древньоримські камені. Будівля, яка існує сьогодні, ймовірно, датується IX століттям. В писемних джерелах Аалан згадується з XIV століття. З 1360 року до 1802 року був Імперським вільним містом, потім його захопив Вюртемберг. В 1634 році місто пережило велику пожежу.
Динаміка приросту населення виглядає таким чином: 1800 рік — 1,9 тис. чол., 1850 рік — 3,5 тис. чол., 1900 рік — 9,1 тис. чол., 1950 рік — 25,4 тис. чол., 1975 рік — 64,7 тис. чол., 2000 рік — 66,4 тис. чол.
Містом, починаючи з 1374 року, керує бургомістр (з 2005 року — Мартін Герлах) і рада. Муніципалітет міста обирається на п'ятирічний термін і складається із 48 чоловік. За результатами останніх комунальних виборів 2004 року партійна структура муніципалітету виглядає таким чином: ХДС — 22 чол., СДПН — 6 чол., ВДП — 4 чол., блок «Активні городяни» — 3 чол., блок «За Аален» — 1 людина.
У промисловості міста ключовою галуззю є обробіток металу. Також розвинуте машинобудування, оптика, текстильна и целюлозно-паперова промисловість, пивоваріння.
Курорт, що спеціалізується на лікуванні астми. Команда Аалена із боротьби — одна із найсильніших в Німеччині.
Серед визначних місць — церква Св. Миколая (1765), музей римських старожитностей, геолого-палеонтологічний музей.

## Уродженці
- Ангела Шенелець (* 1962) — німецька кінорежисерка, сценаристка, кінопродюсер та акторка.
- Маріус Функ (* 1996) — німецький футболіст.